# Remo Forlani
Remo Forlani (12 de febrero de 1927-25 de octubre de 2009) fue un escritor, dramaturgo, crítico cinematográfico, guionista y actor de nacionalidad francesa.

## Biografía
Nacido en París, Francia, escribió muchos libros dedicados a los gatos. Fue colaborador de la RTL como crítico cinematográfico, destacando su participación en RTL Cinéma y en Tous les goûts sont permis entre 1990 y junio de 2004, colaborando con Évelyne Pagès y con Isabelle Quenin a partir de 1997. También trabajó por las mañanas en Laissez-vous tenter (de la RTL) hablando de cine, y cada miércoles de estreno hasta su muerte en 2009 al final de la emisión del programa Les auditeurs ont la paroles, presentado por Jérôme Godefroy. Forlani fue también crítico cinematográfico de RTL Télévision en los años 1980.
Remo forlani falleció en 2009 en París, Francia, a causa de un cáncer.

## Obra

### Libros
- Guerre et paix au café Sneffle, Gallimard, 1968 ISBN 978-2070269976.
- Le Béret à Groucho, La Table Ronde, 1972, ISBN 978-2710310815.
- La Nuit des dauphins, Gallimard, 1974 ISBN 978-2070321469.
- Reviens, sulamite!, La Table Ronde, 1974, ISBN 978-2710323365.
- Le Livre Des Chats Heureux con Jacqueline Voulet-Forlani), Chêne, 1976 ISBN 978-2851080813.
- Le divan, L'Avant-Scène, 1981 ISBN 978-2749801773.
- Au bonheur des chiens, Ramsay, 1982 ISBN 978-2859563127, Denoël, 1982 ISBN 978-2859563127, Gallimard, 1984 ISBN 978-2070375349.
- Pour l'amour de Finette, Ramsay, 1983 ISBN 978-2859563462, Gallimard, 1985 ISBN 978-2070376285.
- Grand-père, L'Avant-Scène, 1984 ISBN 978-2749802107.
- Papa est parti, maman aussi, Denoël, 1986 ISBN 978-2859564926, Gallimard, 1988 ISBN 978-2070379149.
- Violette, je t'aime, Gallimard, 1986 ISBN 978-2070377497.
- Quand les petites filles s'appelaient Sarah, Denoël, 1987 ISBN 978-2859565749, Gallimard, 1989 ISBN 978-2070381272.
- Tous les chats ne sont pas en peluche, Ramsay, 1988 ISBN 978-2859566722, Gallimard, 1990 ISBN 978-2070382484.
- Gouttière, Ramsay, 1989 ISBN 978-2859567774, Gallimard, 1991 ISBN 978-2070383955.
- Cinéma permanent, Ramsay, 1989 ISBN 978-2859567774, La Nompareille, 1991 ISBN 978-2907694063.
- Ma chatte, mon amour, Ramsay, 1990 ISBN 978-2859567538.
- Ma chatte, ma folie, Denoël, 1992 ISBN 978-2207240052.
- En toutes lettres (con Françoise Rey), Ramsay, 1992 ISBN 978-2840410270, Pocket, 1993 ISBN 978-2266054041, La Musardine, 2004 ISBN 978-2842712341.
- Valentin tout seul, Denoël, 1994 ISBN 978-2207240618, Gallimard, 1995 ISBN 978-2070392735 y Éditions de la Seine, 1998 ISBN 978-2738211057.
- La Déglingue, Denoël, 1995 ISBN 978-2207242513, Gallimard, 1996 ISBN 978-2070401178, y Éditions de la Seine, 1999 ISBN 978-2738212108.
- Changement de bobines, la nouvelle donne du cinéma français, Denoël, 1995 ISBN 978-2207244043,
- Du bon usage des chats, Denoël, 1996 ISBN 978-2207245088.
- Émile à l'hôtel, Denoël, 1999 ISBN 978-2207248218, Encre bleue, 2000 ISBN 978-2843791123, y Gallimard, 2001 ISBN 978-2070419418.
- Toujours vif et joyeux!, Denoël, 2003 ISBN 978-2207244371.
- 425 chats, leurs chiens et autres bestioles, Textuel, 2004 ISBN 978-2845971189.
- Comme chiens et chats, Textuel, 2006 ISBN 978-2845972056.

### Teatro
- 1944: À cheval sur la mer - L'Ombre de la ravine, de John Millington Synge, escenografía de André Brut, Teatro Gustave Doré.
- 1969: Guerre et paix au café Sneffle, escenografía de Georges Vitaly, Teatro La Bruyère.
- 1970: Madame, escenografía de Sandro Sequi, Teatro de la Renaissance.
- 1971: Au bal des chiens, escenografía de André Barsacq, Teatro de l'Atelier.
- 1979: Un Roi qu’a des malheurs, escenografía de Maurice Risch, Teatro La Bruyère.
- 1981: Le Divan, escenografía de Max Douy, Teatro La Bruyère.
- 1988: À ta santé, Dorothée, escenografía de Jacques Seiler, Teatro de la Renaissance.

### Cine
Director
- 1947: Transfo transforme l'énergie du pyrium
- 1974: Juliette et Juliette

Diseñador
- 1957: Lettre de Sibérie, de Chris Marker

Guionista
- 1947: Transfo transforme l'énergie du pyrium
- 1947: L'Alcool tue
- 1954: L'Œil en coulisses, de André Berthomieu.
- 1956: Toute la mémoire du monde, de Alain Resnais.
- 1958: La Première Nuit
- 1958: Sans famille, de André Michel.
- 1959: La Verte Moisson, de François Villiers.
- 1960: Bouquet de femmes (TV)
- 1961: Le Puits aux trois vérités, de François Villiers.
- 1961: Tintin et le Mystère de la Toison d'or, de Jean-Jacques Vierne.
- 1962: Comme un poisson dans l'eau
- 1963: Jusqu'au bout du monde
- 1963: Le Roi du village, de Henri Gruel.
- 1964: Le Voleur du Tibidabo, de Maurice Ronet.
- 1964: L'Autre femme
- 1964: Tintin et les Oranges bleues, de Philippe Condroyer.
- 1966: Un choix d'assassins
- 1967: Tu imagines Robinson
- 1968: L'amour c'est gai, l'amour c'est triste, de Jean-Daniel Pollet.
- 1969: La Bande à Bonnot, de Philippe Fourastié.
- 1973: Les Volets clos, de Jean-Claude Brialy.
- 1974: Juliette et Juliette

### Guion de historieta
- P'tit Pat, publicada en Pilote desde 1959.

## Premios
- 1987] Gran premio del teatro de la Academia Francesa.